# Dramma nello specchio
Dramma nello specchio (Crack in the Mirror) è un film statunitense del 1960 diretto da Richard Fleischer.
È ispirato al romanzo Drame dans un miroir scritto da Marcel Haedrich e pubblicato nel 1958.